# Leonardo DiCaprio
Leonardo Wilhelm DiCaprio (Los Angeles, 11 novembre 1974) è un attore, sceneggiatore e produttore cinematografico statunitense.
Considerato uno degli attori più popolari della storia del cinema, DiCaprio ha preso parte a numerose pellicole di successo ed ha spesso ottenuto il consenso di pubblico e critica specializzata.
Ha acquisito fama internazionale nel 1994 per la sua interpretazione nel film drammatico Buon compleanno Mr. Grape e si è consacrato nel 1997 nel ruolo di Jack Dawson nel colossal Titanic di James Cameron, al fianco di Kate Winslet, diventando uno degli attori più influenti della sua generazione. Nel corso della sua carriera ha collaborato con alcuni dei registi più importanti della sua epoca, come il già citato James Cameron, Baz Luhrmann, Danny Boyle, Clint Eastwood, Christopher Nolan, Steven Spielberg, Ridley Scott, Sam Mendes, Sam Raimi, Edward Zwick, Woody Allen, Alejandro González Iñárritu, Quentin Tarantino, Paul Thomas Anderson e soprattutto Martin Scorsese, con cui ha stretto un sodalizio professionale sin dal 2002, considerandolo il suo mentore.
Nel 2016 ha vinto l'Oscar come miglior attore per la sua interpretazione di Hugh Glass in Revenant - Redivivo di Alejandro Iñárritu. Tra i vari riconoscimenti ottenuti figurano sette candidature complessive all'Oscar (di cui una come miglior attore non protagonista per Buon compleanno Mr. Grape e una al miglior film per The Wolf of Wall Street in qualità di produttore), tre Golden Globe su quattordici candidature, uno Screen Actors Guild Award su tredici candidature, un premio BAFTA su sei candidature e due Critics Choice Awards su tredici candidature.
Nel 2014 è stato nominato Messaggero della Pace dal segretario generale delle Nazioni Unite Ban Ki-moon, e nel 2016 è stato inserito dalla rivista Time al primo posto tra le 100 persone più influenti del pianeta, nella categoria icona.

## Biografia

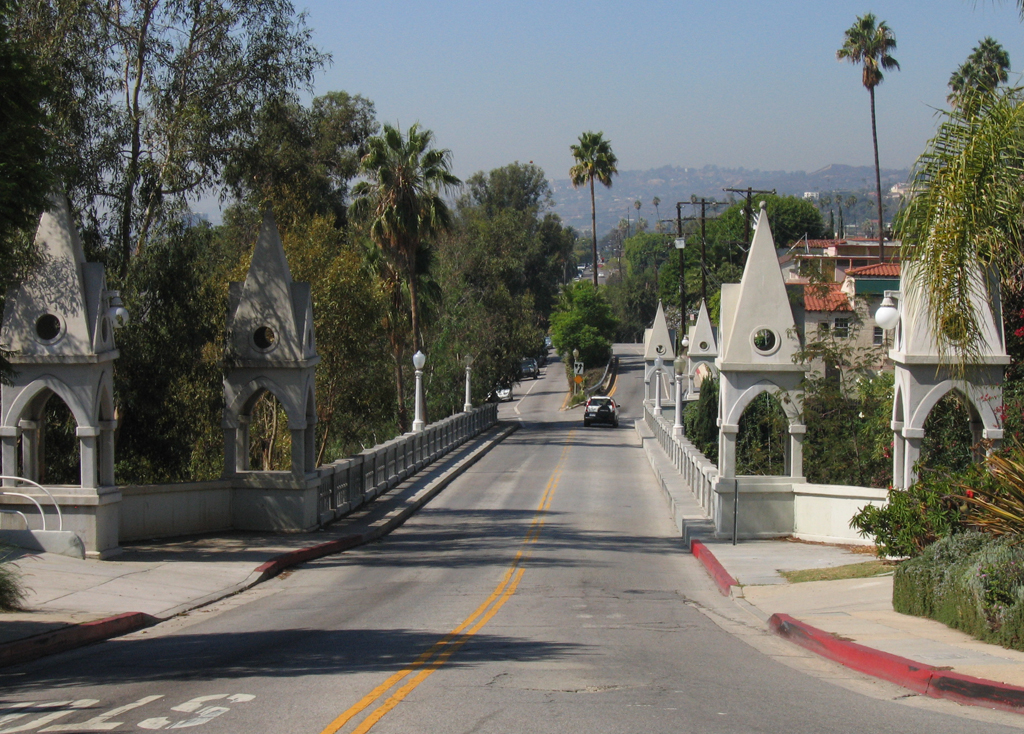
Lo Shakespeare Bridge a Los Feliz, frazione di Los Angeles nella quale DiCaprio crebbe con la madre durante la sua infanzia

Leonardo Wilhelm DiCaprio è nato l'11 novembre 1974 a Los Angeles, in California, figlio di George DiCaprio (1943), un fumettista statunitense di origini italiane dal lato paterno. I bisnonni di Leonardo, Salvatore Di Caprio e Rosina Cassella, erano originari di Napoli, secondo una notizia fatta circolare nel 1998, e la famiglia di Salvatore (1866) era originaria di Alife, in provincia di Caserta. I due si sposarono il 24 settembre 1893 a Manhattan, mentre nel 1902 sarebbe nato il nonno dell'attore, George Leon DiCaprio (1902-1965). La madre, Irmelin Indenbirken (1945), era una segretaria tedesca, nata a Oer-Erkenschwick (Nord Reno-Vestfalia) da padre tedesco, Wilhelm Indenbirken, e da madre russa, Helene Indenbirken, nata Yelena Smirnova (1915-2008), immigrata in Germania nel 1924. Anche la nonna paterna, Olga Anne Jacobs, era di nazionalità tedesca (1904-1984).
I genitori decidono di assegnargli il nome Leonardo in quanto ha dato il suo primo calcio nel grembo della madre incinta mentre essa stava osservando un dipinto di Leonardo da Vinci nella Galleria degli Uffizi di Firenze. Nel 1974 la famiglia DiCaprio si trasferisce sulla West Coast e in seguito i genitori si separano; Leonardo è costretto quindi a vivere con la madre nella periferia di Los Angeles, al 1874 Hillhurst Avenue di Echo Park. A causa di alcuni problemi economici, i due saranno costretti a cambiare sistemazione in più occasioni, abitando nei distretti di Montecito Heights, Garvanza e Montebello.
Frequentò l'UCLA Graduate School of Education and Information Studies e dopo il diploma, conseguito dopo aver portato a termine il General Educational Development (GED), iniziò a dedicarsi alla recitazione a tempo pieno. Leonardo visitò spesso durante la giovinezza i nonni materni Wilhelm e Helene in Germania.

### Gli inizi (1990-1996)
La prima apparizione pubblica di Leonardo DiCaprio risale a quando aveva soltanto tre anni: nel 1978 venne invitato a partecipare a Romper Room, uno spettacolo televisivo per bambini andato in onda tra il 1953 e il 1994. Negli anni seguenti comparve in televisione per il suo primo spot pubblicitario, per una marca di latte, e all'età di 16 anni recitò nella serie televisiva Genitori in blue jeans; un ruolo minore gli venne affidato nella soap opera Santa Barbara, dove interpretò in alcuni flashback il ruolo di Mason Capwell da ragazzo.
Il primo ruolo cinematografico è del 1991 con la partecipazione al b-movie Critters 3. Nel frattempo, trovato un agente a Hollywood, rifiuta il consiglio da parte di questi di cambiare il proprio nome in Lenny Williams, considerato più american friendly, e nel 1999 lo protegge divenendone il titolare dal punto di vista commerciale.
All'età di 17 anni partecipa al provino per Voglia di ricominciare (This Boy's Life), per il ruolo di un ragazzino che affianchi Robert De Niro nei rispettivi ruoli di figliastro e patrigno. Sia il regista, lo scozzese Michael Caton-Jones, sia De Niro ne apprezzano lo spirito ribelle e l'assoluta mancanza di soggezione nei confronti dell'attore più esperto e ottiene la parte. Il film, all'uscita nelle sale, è apprezzato dalla critica.
L'anno seguente DiCaprio interpreta il ruolo di un ragazzo disabile nel film di Lasse Hallström Buon compleanno Mr. Grape, con Johnny Depp e Juliette Lewis, per il quale ottiene nel 1994 una candidatura ai Golden Globe e la prima candidatura agli Oscar come migliore attore non protagonista.
Nel 1995 interpreta il ruolo di Kid nel western Pronti a morire. Nonostante la Sony Pictures fosse dubbiosa sulla scelta dell'attore, Sharon Stone, in veste di produttrice e interprete principale del film, lo volle fortemente, tanto da coprire lei stessa il costo del suo salario. Nonostante il cast di celebrità (oltre alla Stone e DiCaprio, Gene Hackman e Russell Crowe e la regia di Sam Raimi), il film si rivelò un insuccesso. Nello stesso anno interpretò Jim Carroll, un giovane ragazzo che si lasciò andare alla droga e alla delinquenza nei sobborghi di New York, nel film di Scott Kalvert Ritorno dal nulla, e in seguito impersonò la travagliata esistenza di Arthur Rimbaud (ruolo ereditato da River Phoenix in seguito alla sua prematura scomparsa) in Poeti dall'inferno di Agnieszka Holland, la cui storia è incentrata sul rapporto omosessuale tra il giovane poco più che adolescente e il più maturo Paul Verlaine, interpretato dall'attore inglese David Thewlis. I critici accolgono freddamente le due pellicole, criticandone regia e adattamento cinematografico.
Nel 1996 prende parte a Romeo + Giulietta di William Shakespeare dell'australiano Baz Luhrmann, in cui il dramma di Shakespeare viene rivisitato in chiave moderna, ma inalterato nei dialoghi e nei contenuti così come l'autore classico l'aveva concepito. Con questo film ottiene tre nomination agli MTV Movie Awards e viene premiato al Festival di Berlino nella categoria miglior attore. Nello stesso anno ottiene la parte per La stanza di Marvin al fianco di Meryl Streep, Diane Keaton (quest'ultima candidata agli Oscar) e Robert De Niro, e nello stesso anno fu considerato per il ruolo di James Dean in un film, ruolo che rifiutò perché non si sentiva abbastanza preparato ed esperto per accettare quel ruolo.

### Il successo
La consacrazione internazionale arriva quando, con un budget stimato intorno ai 200 milioni di dollari, James Cameron, regista di film campioni d'incassi quali Terminator (sia il primo che il secondo), Aliens - Scontro finale e True Lies, si appresta a girare un colossal sentimentale ambientato sullo sfondo della tragedia del Titanic, per il quale è necessario un interprete per il personaggio del protagonista maschile. Dopo che Matthew McConaughey, Chris O'Donnell, Billy Crudup e Stephen Dorff sono stati scartati e River Phoenix, originariamente scelto dal regista, è prematuramente scomparso, il ventiduenne DiCaprio accetta di ricoprire il ruolo di Jack Dawson, un giovane, affascinante e squattrinato pittore proveniente dal Wisconsin che ha l'occasione di ritornarvi vincendo dei biglietti per la terza classe della nave e, a bordo, si innamora della protagonista femminile, l'aristocratica Rose DeWitt Bukater, interpretata da Kate Winslet, già nota al pubblico per la sua partecipazione al film di Ang Lee Ragione e sentimento. Titanic esce nel dicembre del 1997, diventando il film con il maggior incasso (1 850 300 000 dollari nel 1998) e il maggior numero di premi Oscar mai realizzato, eguagliando Ben Hur di William Wyler: l'unico altro film ad aver eguagliato tale primato sarà, sei anni dopo, Il Signore degli Anelli - Il ritorno del re di Peter Jackson. 
Tra i mesi di aprile e giugno 1997, dopo aver terminato le riprese di Titanic, DiCaprio vola in Francia per girare il film in costume La maschera di ferro, con Gabriel Byrne, John Malkovich, Jeremy Irons, Gérard Depardieu e Anne Parillaud, per la regia di Randall Wallace, già sceneggiatore di Braveheart. Il film, ispirato al romanzo Il visconte di Bragelonne di Alexandre Dumas, gli fa aggiudicare un Razzie Award alla peggior coppia cinematografica, per la doppia interpretazione del re francese e di suo fratello gemello Filippo.
Nel 1998 partecipa a uno degli episodi di Celebrity di Woody Allen, che narra, attraverso le peripezie di un giornalista (Kenneth Branagh), come la fama e il successo possano cambiare e rovinare la vita delle persone. Insieme a lui Melanie Griffith, Winona Ryder, Charlize Theron, Judy Davis e Joe Mantegna.

### Il sodalizio con Martin Scorsese e l'esordio come produttore

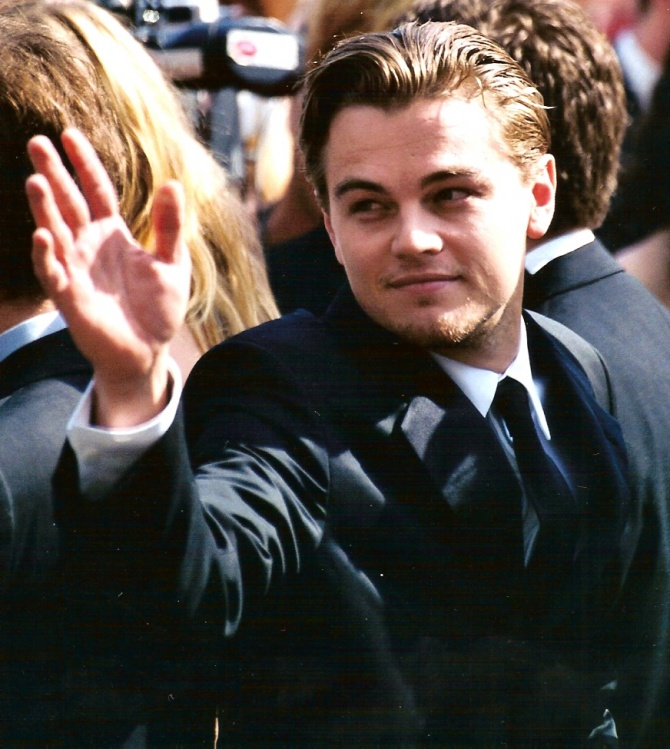
Leonardo DiCaprio alla prima di Gangs of New York (2002)

Il 2000 segna il ritorno sulle scene dell'attore, che accetta di apparire in un film del controverso regista inglese Danny Boyle, diventato celebre grazie al film Trainspotting del 1996. La pellicola è la trasposizione cinematografica del romanzo di Alex Garland The Beach, best seller nel Regno Unito, soprattutto tra il pubblico giovanile. DiCaprio partecipa attivamente alla realizzazione della pellicola, improvvisandosi anche sceneggiatore e autore di una scena in cui Richard, il suo personaggio, in preda a delirio di onnipotenza, è rappresentato come il protagonista in corsa di un videogioco. DiCaprio si fa seguire dai propri amici e due di essi vengono scritturati per recitare al fianco dell'attore.
La produzione è costellata di polemiche: gli ambientalisti muovono forti accuse alla troupe rea di aver devastato l'isola di Phi Phi Island, utilizzata come set per il film, per meglio adattare la scenografia naturale alle esigenze della produzione, in particolare di aver divelto palme e non aver rispettato l'ecosistema locale. DiCaprio ottiene di essere ricevuto dall'autorità competente, promettendo un rispetto totale del luogo, il recupero di ciò che si credeva perduto e un ritorno d'immagine per l'isola non indifferente. Le proteste si placano e le riprese del film vengono portate a termine, ma sia critica sia pubblico bocciano il film. Grazie all'ingaggio da parte della Fox, l'attore guadagna 20 000 000 di dollari e le isole Phi Phi diventano la meta turistica tra le più richieste nelle agenzie di viaggio di tutto il mondo.
Successivamente recita come protagonista nel film di Martin Scorsese Gangs of New York, basato sul romanzo di Herbert Asbury Gangs of New York, insieme a Cameron Diaz. Nasce quindi un sodalizio artistico tra Scorsese e DiCaprio. Negli Stati Uniti il botteghino fa registrare un incasso superiore ai settanta milioni di dollari, il più alto in assoluto tra i film del regista italo-americano (almeno fino al 2006, anno di uscita di The Departed - Il bene e il male). Il film esce in tempo utile per concorrere alla notte degli Oscar e ottiene dieci nomination, non vincendo nessun premio.
Terminate le riprese di Gangs of New York, DiCaprio recita nel film di Steven Spielberg Prova a prendermi, che conta trentacinque diverse location. La storia è tratta dalla finta biografia di Frank Abagnale, un sedicenne che riesce a truffare lo Stato per milioni di dollari finendo per questo sulla lista dei criminali più ricercati dall'FBI di tutti i tempi. Inizialmente la scelta per la regia cadde su Gore Verbinski (regista di The Ring) e quella per il ruolo di co-protagonista su James Gandolfini; alla fine Tom Hanks accetta il ruolo di co-protagonista al posto di Gandolfini e Spielberg stesso decide di dirigere il film. Il film esce nelle sale nel periodo natalizio, a brevissima distanza dall'esordio di Gangs of New York, tanto che DiCaprio si trova a concorrere per il comando al botteghino contro sé stesso. È candidato al Golden Globe nella categoria miglior attore in un film drammatico per il ruolo in Prova a prendermi. Negli Stati Uniti il film supera ampiamente la soglia dei centosessanta milioni di dollari a fronte dei cinquantacinque spesi per la sua realizzazione e i critici lodano il film. Nel 2004 DiCaprio diventa anche produttore fondando la Appian Way Productions, producendo il film The Assassination con protagonista l'attore Sean Penn.

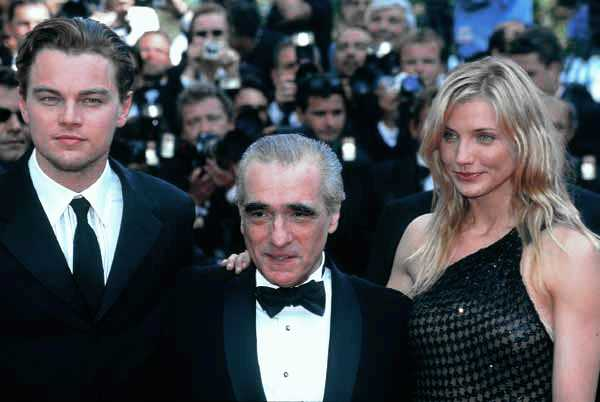
Leonardo DiCaprio con Martin Scorsese e Cameron Diaz al Festival di Cannes 2002

Nello stesso anno si rinnova la collaborazione con Martin Scorsese, con la produzione del film The Aviator. La pellicola appartiene alla categoria dei film biografici e DiCaprio è sia interprete principale sia produttore con la sua casa di produzione, la Appian Way. Il suo ruolo è quello di Howard Hughes, miliardario texano, pioniere nel campo dell'aviazione e gran mogol del mondo del cinema. Scorsese, per la realizzazione delle scenografie e degli interni, si affida alla coppia Dante Ferretti-Francesca Lo Schiavo. Accanto a DiCaprio come produttore si affianca anche Michael Mann (Miramax). Al posto di Nicole Kidman, inizialmente candidata per la parte di Katharine Hepburn, viene scelta Cate Blanchett, mentre le altre donne di Hughes, Ava Gardner e Jean Harlow, sono interpretate rispettivamente da Kate Beckinsale e Gwen Stefani, quest'ultima alla sua prima esperienza come attrice. Per pochi minuti, l'attore Jude Law presta il proprio volto alla rievocazione di Errol Flynn. Il film è il favorito nella corsa all'Oscar, forte di undici nomination e di un incasso che solo negli Stati Uniti sfiora i centodieci milioni di dollari. The Aviator ottiene cinque statuette, compresa quella per le migliori scenografie e miglior attrice non protagonista per Cate Blanchett. DiCaprio è candidato nella categoria miglior attore protagonista, dopo aver vinto il Golden Globe come miglior attore drammatico.

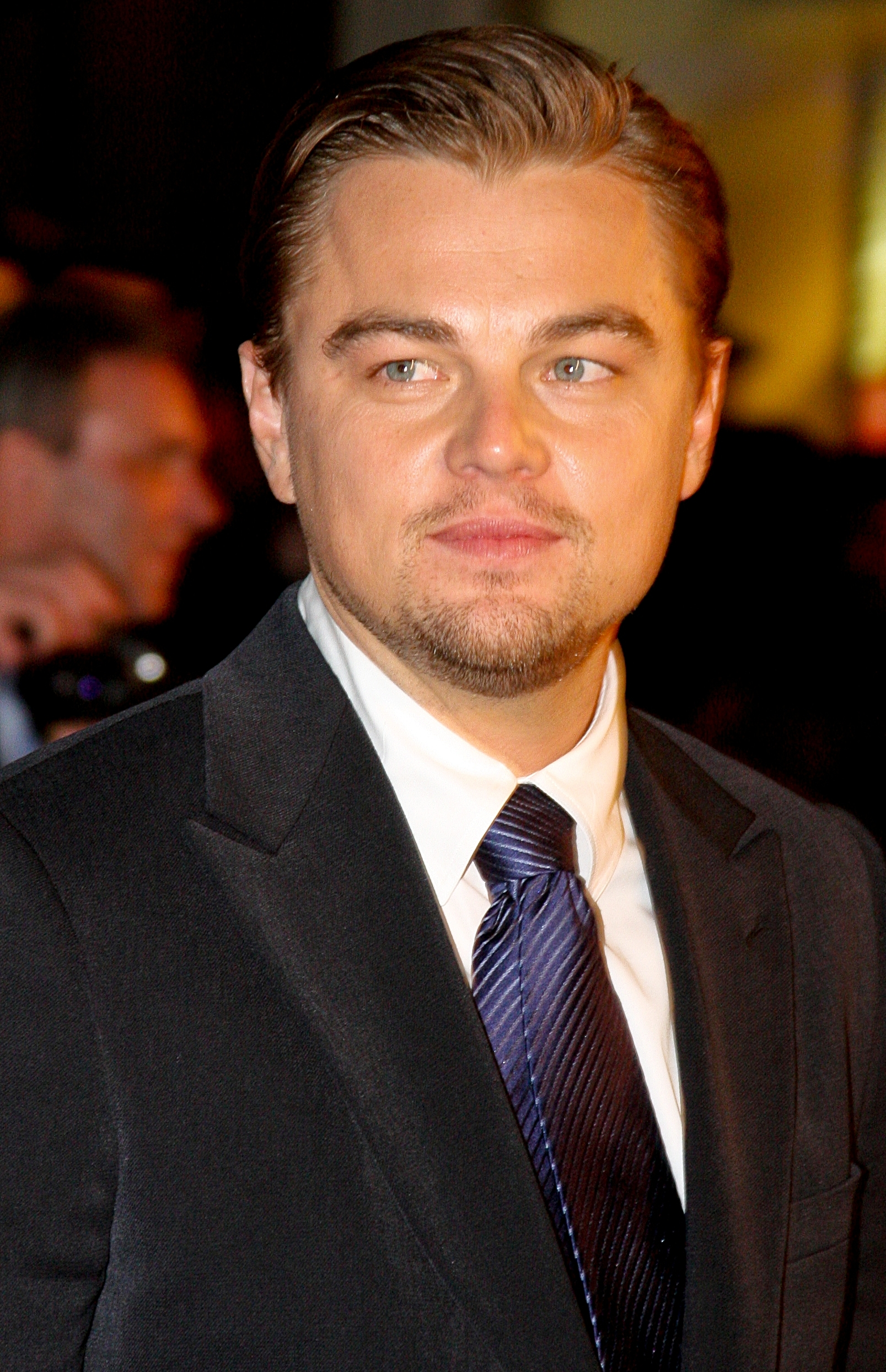
Leonardo DiCaprio a Londra per la prima di Nessuna verità (2008)

Scorsese dirige nuovamente DiCaprio nel 2006, con il film The Departed - Il bene e il male. Il soggetto prende spunto dal film Infernal Affairs, dal cui successo sono nati un prequel e un sequel. Il set bostoniano viene ricostruito a New York e il budget della Warner Bros. si aggira intorno ai novanta milioni di dollari. Al posto di Robert De Niro, ancora una volta la prima scelta, ma rinunciatario, viene scritturato Jack Nicholson, con al fianco Matt Damon. Uscito negli Stati Uniti il 6 ottobre 2006, in meno di un mese sfonda la soglia dei cento milioni di incassi. In Italia, The Departed è il film più applaudito della prima edizione del Festival del Cinema di Roma e, presentato a stampa e pubblico dagli stessi Scorsese e DiCaprio, riceve ovazioni. DiCaprio a Roma accetta di presentare in un teatro di periferia (Teatro Tor Bella Monaca), due documentari che egli stesso ha realizzato a proposito della salvaguardia dell'ambiente. The Departed ottiene sei nomination ai Golden Globe, di cui una con DiCaprio come miglior attore drammatico. Il film vince quattro Oscar, tra cui miglior regia e miglior film. DiCaprio, che rientra nella rosa dei candidati all'Oscar per miglior attore protagonista per Blood Diamond, non vince però nessun premio.
DiCaprio presenta al Festival di Cannes il documentario da lui scritto e prodotto, The 11th Hour - L'undicesima ora. Qui partecipa alla grande manifestazione planetaria Live Earth voluta da Al Gore per raccogliere fondi per la salvaguardia della Terra, in cui i cantanti più famosi si danno appuntamento in varie città del pianeta.
DiCaprio ha recitato sul set del film drammatico Revolutionary Road, per la regia di Sam Mendes, tratto dall'omonimo romanzo di Richard Yates. La protagonista femminile è Kate Winslet, moglie del regista; con loro recita anche Kathy Bates. Gli attori, per i ruoli interpretati, hanno ricevuto ottime critiche.
In Giordania, Iraq ed Emirati Arabi Uniti ha recitato in Nessuna verità, progetto affidato a Ridley Scott, che vede DiCaprio nelle vesti di un agente della CIA impegnato a scovare un terrorista mediorientale che si nasconde in Giordania. Al fianco di DiCaprio c'è Russell Crowe, portato dallo stesso Scott all'Oscar con Il gladiatore.
DiCaprio ha rifiutato, tra gli altri, ruoli nei seguenti film: Alexander (ruolo andato a Colin Farrell), Bastardi senza gloria (ruolo andato Christoph Waltz, premiato con un Oscar) e Spider-Man (ruolo assegnato a Tobey Maguire). Inoltre, prima di recitare in Inception, ha rifiutato più volte di lavorare con Christopher Nolan.

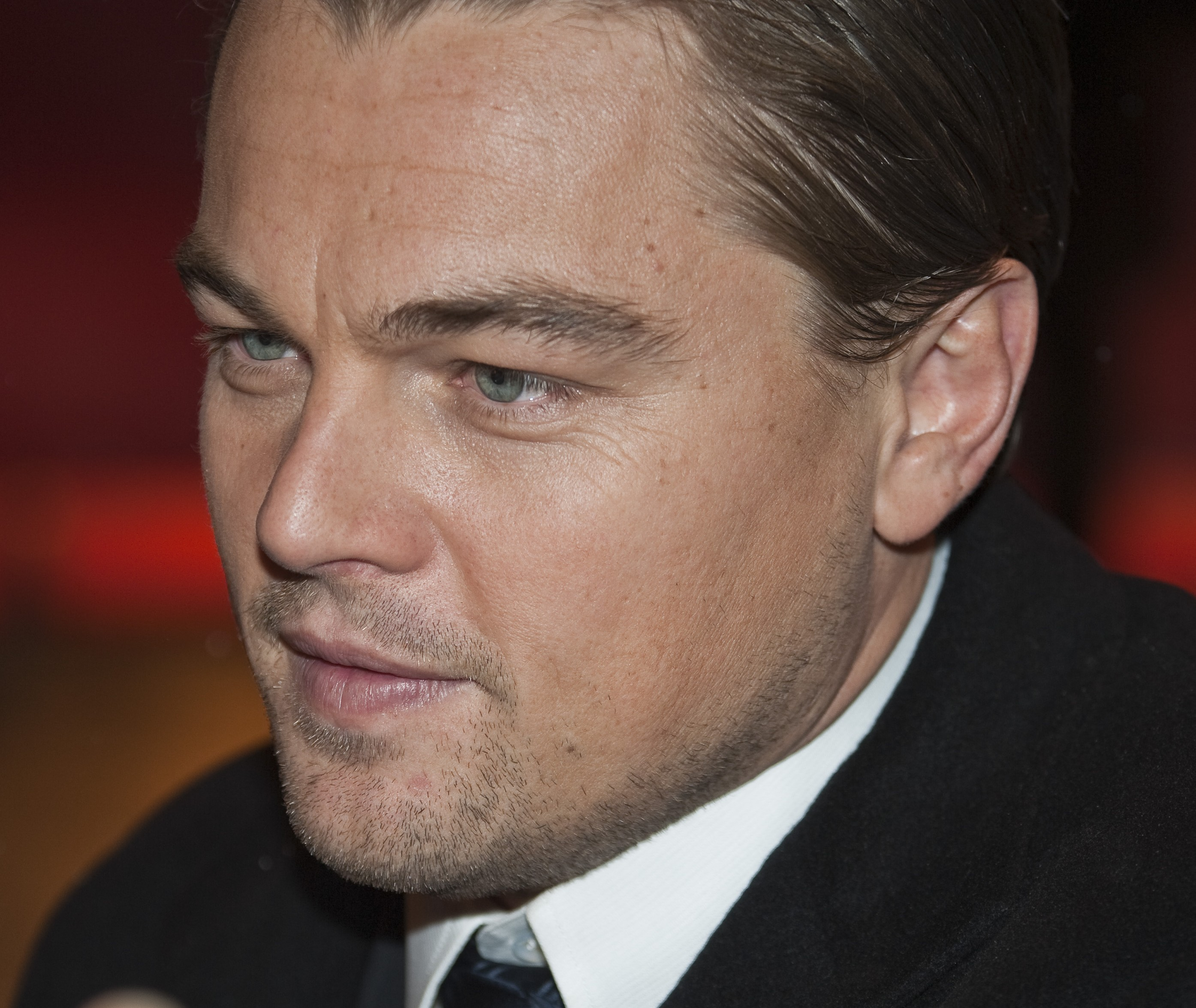
Leonardo DiCaprio a Berlino per la prima di Shutter Island (2010)

Nel 2010 recita in Shutter Island, thriller psicologico tratto dal romanzo L'isola della paura di Dennis Lehane, ancora una volta diretto da Martin Scorsese, che si avvale nuovamente della collaborazione di Dante Ferretti e Francesca Lo Schiavo per quanto riguarda le scenografie e l'arredamento degli interni, Sandy Powell per i costumi, Thelma Schoonmaker (premio Oscar per The Departed) per il montaggio. Il cast comprende Ben Kingsley, Michelle Williams, Mark Ruffalo e Max von Sydow. Nello stesso anno recita nel film Inception, diretto dal regista britannico Christopher Nolan e insieme a Joseph Gordon-Levitt, Ellen Page, Ken Watanabe e Marion Cotillard. Il film, oltre a riscuotere un ottimo successo al botteghino, vince quattro Premi Oscar nel 2011.
Nel 2011 interpretò l'ambigua figura di John Edgar Hoover nel film J. Edgar, diretto da Clint Eastwood. Per le riprese l'attore si sottopose a lunghe sedute di make up, soprattutto per sistemare le protesi al viso per farlo sembrare più grasso.
Nel 2012, diretto da Quentin Tarantino, interpretò il villain Calvin Candie in Django Unchained, accanto a Jamie Foxx e Christoph Waltz. Quest'ultimo grazie alla sua interpretazione ricevette il suo secondo Oscar come miglior attore non protagonista. In una scena l'attore si ferì alla mano colpendo con forza un tavolo e rompendo realmente un bicchiere, ma continuò a recitare nonostante stesse sanguinando e la scena fu inserita nel montaggio finale.
Collabora nuovamente con il regista australiano Baz Luhrmann nel film Il grande Gatsby, terza trasposizione cinematografica dell'omonimo romanzo di Francis Scott Fitzgerald. Il film è stato proiettato all'apertura del Festival di Cannes del 2013, dove ha ricevuto una fredda accoglienza dalla critica, che però si è complimentata per l'interpretazione di DiCaprio.
Il sodalizio con Martin Scorsese continua con il ruolo del protagonista in The Wolf of Wall Street. La pellicola, tratta dal libro Il lupo di Wall Street, narra l'ascesa e la caduta di Jordan Belfort, spregiudicato broker newyorkese, che, attraverso uno stile di vita esagerato, basato sul sesso e sull'assunzione di droghe di ogni tipo, riesce a creare un complesso giro di truffe, fino a diventare milionario.
Le riprese sono state effettuate dall'agosto 2012 a gennaio 2013, tra New York, Portofino e le Cinque Terre. L'uscita del film, precedentemente prevista per il 15 novembre 2013, è stata posticipata al 25 dicembre per gli Stati Uniti, mentre in Italia la pellicola ha esordito nelle sale il 23 gennaio seguente.
Il film, costato complessivamente circa cento milioni di dollari, incassò 392 milioni di dollari, diventando il film dal maggior incasso nell'intera carriera di Martin Scorsese. Ricevette anche recensioni generalmente positive dalla critica, con particolari lodi al lavoro di DiCaprio e del coprotagonista Jonah Hill. L'anno successivo, DiCaprio ottiene una nomination agli Academy Award per l'interpretazione del protagonista, insieme a quella per il miglior film in qualità di produttore, dopo aver vinto il Golden Globe come miglior attore in un film commedia o musicale. Viene tuttavia battuto da Matthew McConaughey, che si aggiudica la statuetta per il film Dallas Buyers Club, lasciando DiCaprio nuovamente a un passo dall'Oscar.

### L'Oscar perRevenante altri lavori recenti

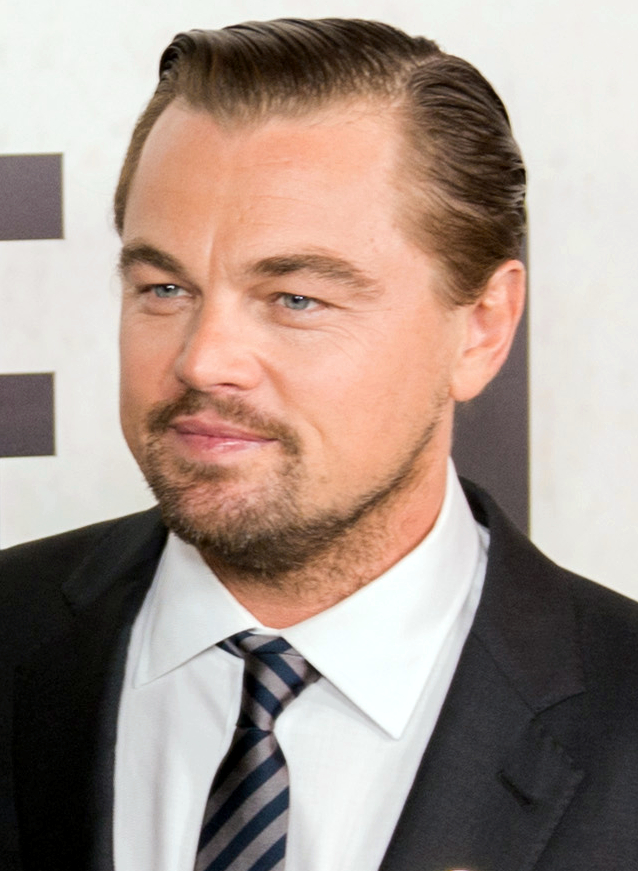
Leonardo DiCaprio alla presentazione all'ONU del documentario Punto di non ritorno - Before the Flood, 2016

Il 25 dicembre 2015 (in Italia il 16 gennaio 2016), DiCaprio torna sul grande schermo insieme a Tom Hardy in Revenant - Redivivo, film diretto dal premio Oscar Alejandro González Iñárritu e basato sull'omonimo romanzo di Michael Punke. Le riprese si svolgono tra settembre 2014 e aprile 2015 tra Stati Uniti, Canada e Argentina.
Il film riceve subito responsi positivi dalla critica e la performance di DiCaprio viene apprezzata, tanto da fruttargli la sua terza vittoria (dopo quelle del 2005 per The Aviator e del 2014 per The Wolf of Wall Street) ai Golden Globe 2016 come miglior attore in un film drammatico, mentre The Revenant viene premiato come miglior regia e miglior film drammatico. Il 31 gennaio 2016, dopo nove nomination, DiCaprio vince lo Screen Actors Guild Award come migliore attore cinematografico. Il successivo 14 febbraio The Revenant vince cinque premi ai BAFTA Award e DiCaprio si aggiudica il premio come miglior attore protagonista. Infine, il 21 febbraio vince il Satellite Awards, diventando così il favorito per la corsa agli Oscar 2016.
Ai premi Oscar Revenant - Redivivo riceve dodici nomination, risultando così il film con più candidature. La sera della premiazione, il 28 febbraio 2016, DiCaprio ottiene finalmente l'Oscar come miglior attore dopo ventidue anni e cinque nomination. Il film The Revenant ha inoltre vinto altri due premi: miglior regia a Iñarritu e miglior fotografia a Emmanuel Lubezki.
Il 9 settembre 2016 DiCaprio si presenta al Toronto International Film Festival, dove porta il documentario Punto di non ritorno - Before the Flood. Il lungometraggio, girato e prodotto da Fisher Stevens, segue l’attore attraverso un lungo viaggio a tappe in giro per il mondo, dall'Antartide all'Indonesia, durante il quale DiCaprio spiega i pericoli dei cambiamenti climatici sulla Terra, ritrovandosi a parlare con testimoni d'eccezione come John Kerry, Barack Obama e papa Francesco.
Nel febbraio 2018, insieme a Brad Pitt, entra ufficialmente nel cast del film diretto da Quentin Tarantino C'era una volta a... Hollywood. La pellicola è tratta da una storia vera, perché inizialmente si rifà alla storia della Family Manson e degli omicidi da essa compiuti, ma poi prende la strada del revisionismo storico, già osservato dal regista in altri suoi recenti lavori; DiCaprio interpreta Rick Dalton, un'alcolizzata ex star di serie TV western. La pellicola, inizialmente prevista nelle sale cinematografiche il 9 agosto 2019, nel 50º anniversario della strage avvenuta al 10050 Cielo Drive, fu anticipata negli Stati Uniti al 26 luglio 2019, e arrivò in Italia circa due mesi dopo. Il regista definì il duo DiCaprio-Pitt come «la coppia di star più eccitante dai tempi di Paul Newman e Robert Redford»; il film ebbe un grandissimo successo di critica e di pubblico e portò i due attori agli Oscar.
Nel 2020 viene rivelato che l'attore è al lavoro in un nuovo film di Netflix diretto da Adam McKay intitolato Don't Look Up. Uscito alla fine del 2021, in quest'occasione recita, tra gli altri, con Jennifer Lawrence, Meryl Streep e Cate Blanchett.
Nel 2023 esce nei cinema il western poliziesco Killers of the Flower Moon, in cui DiCaprio viene nuovamente diretto da Martin Scorsese e recita per la terza volta insieme a  Robert De Niro.

## Vita privata

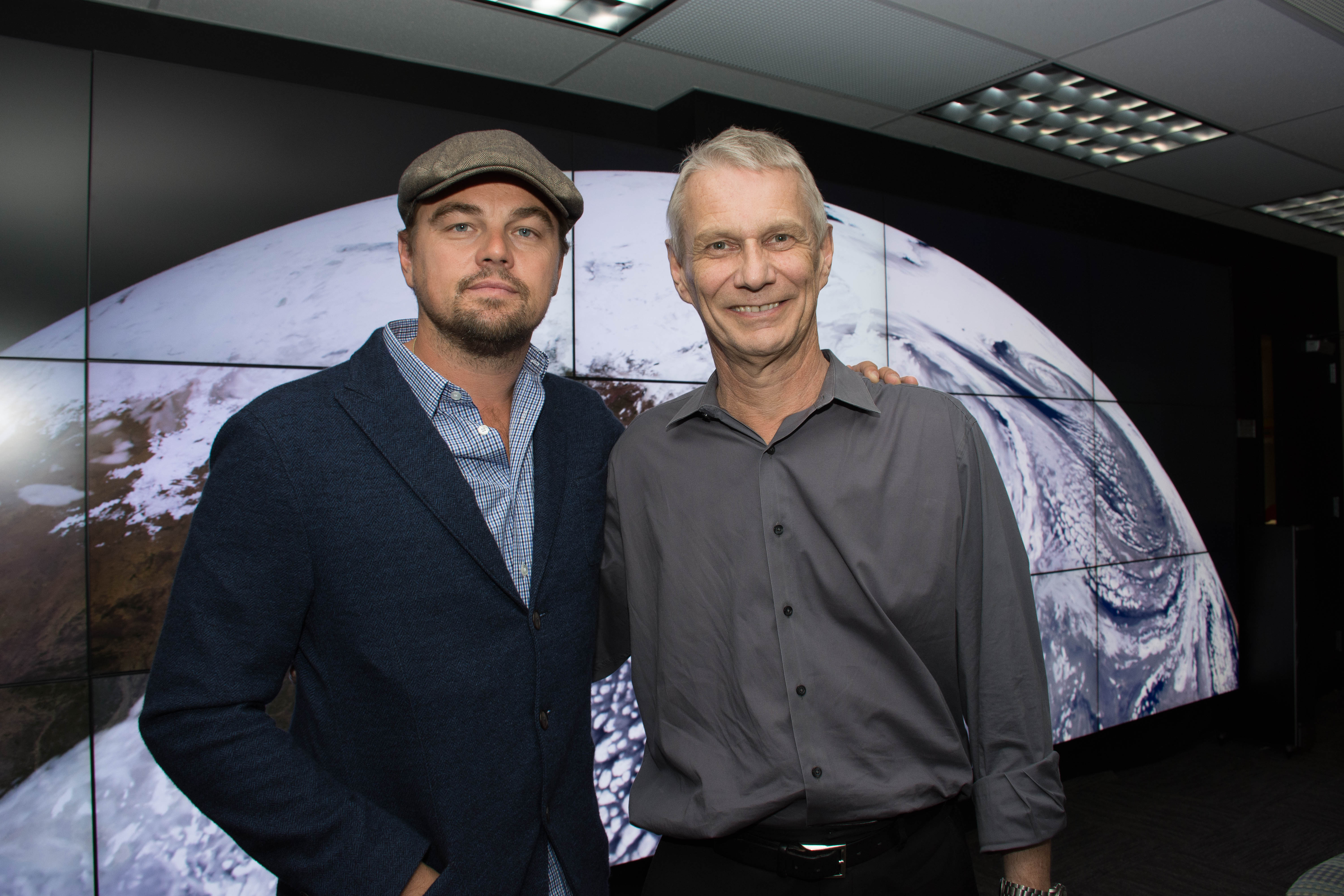
Leonardo DiCaprio insieme all'astronauta Piers Sellers al Goddard Space Flight Center nel 2016

DiCaprio concede raramente interviste ed è noto per essere molto riservato sulla sua vita privata. È un sostenitore del Partito Democratico statunitense e in occasione delle elezioni presidenziali del 2004 ha presenziato alla campagna elettorale a sostegno del candidato democratico John Kerry (poi sconfitto dal rivale repubblicano e presidente uscente George W. Bush).
DiCaprio possiede una casa a Los Angeles, California, e un appartamento a Battery Park, New York. Nel 2009 ha comprato un'isola al largo del Belize, dove ha in progetto di costruire un eco-resort.
Nel 2014 ha acquistato la residenza di Dinah Shore progettata dall'architetto Donald Wexler a Palm Springs, in California.
È amico fin dalla giovinezza dei colleghi Tobey Maguire, Kevin Connolly, Bradley Cooper e Lukas Haas. È inoltre molto amico della collega Kate Winslet, amicizia nata dopo che i due hanno recitato insieme in Titanic; DiCaprio ha accompagnato la Winslet all'altare al suo terzo matrimonio a dicembre del 2012 ed è stato scelto come padrino del suo terzo figlio.
Dal 2023 ha una relazione con la modella italiana Vittoria Ceretti.
Appassionato di arte, possiede opere di Pablo Picasso, Andy Warhol e altri famosi artisti del XX secolo.

## Attivismo

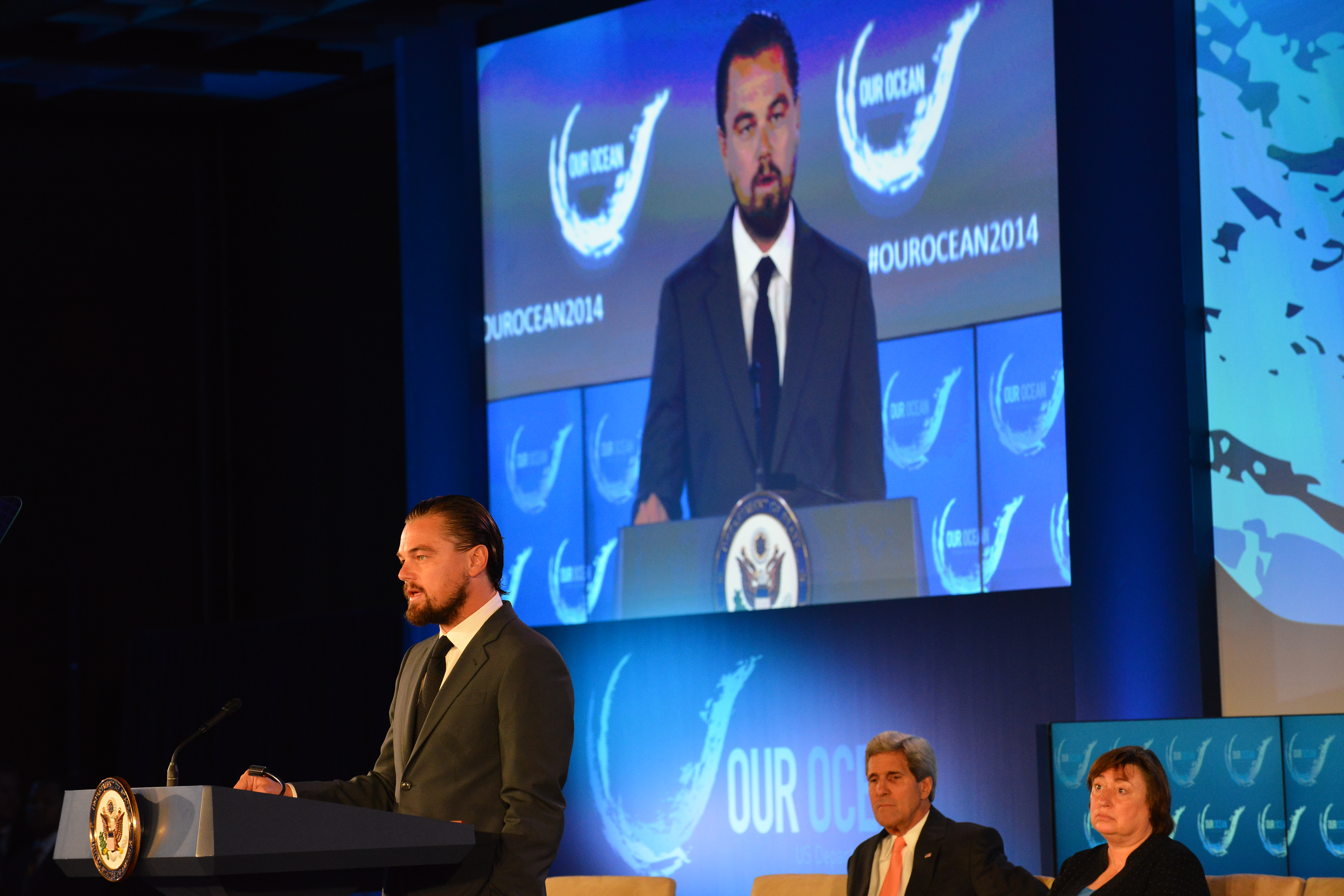
Leonardo DiCaprio alla conferenza di "Our Ocean" al Dipartimento di Stato degli Stati Uniti d'America nel 2014

DiCaprio è molto attivo nel campo della salvaguardia ambientale. Nel 1998, dopo il successo ottenuto con Titanic, ha fondato la Leonardo DiCaprio Foundation, organizzazione senza scopo di lucro dedicata alla promozione della consapevolezza ambientale. Sebbene sia interessato a tutte le aree dell'ambiente il suo impegno si concentra sul cambiamento climatico preservando la biodiversità della Terra e sostenendo l'energia rinnovabile. La DiCaprio Foundation supporta l'organizzazione per la protezione della vita marina Sea Shepherd nella lotta per salvare i mammiferi marini più piccoli del mondo, i vaquita. Per proteggere gli ultimi vaquita Sea Shepherd, il giornalista Carlos Loret de Mola e la marina messicana combattono contro i cartelli della malavita. DiCaprio, insieme a Terra Mater Factual Studios ha prodotto il documentario ed eco thriller Sea of Shadows in cui fa vedere gli ultimi vaquita e cosa viene fatto per salvarli dai bracconieri.
Nel 1999 si dedica ai viaggi, soprattutto in Sud America. Realizza documentari che illustrano le emergenze della Terra; apre il proprio sito web ufficiale in cui ampio spazio è dedicato all'ambiente e agli animali in pericolo di estinzione; partecipa a conferenze mondiali sull'approvvigionamento idrico sempre più scarso e sul rischio desertificazione e disboscamento selvaggio; infine incontra l'allora presidente degli Stati Uniti Bill Clinton, con cui discute i temi dell'ambientalismo. Le riviste TIME e Playgirl gli dedicano una copertina.
Nel 2010 ha donato un milione di dollari al WWF per salvare le tigri dall'estinzione e proteggere il loro habitat, e un altro milione a Haiti in seguito al terremoto. Nel 2013 ha donato tre milioni per la salvaguardia di 3 200 tigri del Nepal. All'interno di queste attività troviamo partecipazione ad aste di beneficenza e alle campagne del WWF, ad esempio per fermare il commercio illegale dell'avorio e il bracconaggio, o ancora per salvare le balene, causa per cui l'attore ha donato 15 milioni di dollari.
A luglio del 2014 organizza a Saint-Tropez una raccolta fondi in cui sia lui sia altre celebrità hanno messo all'asta oggetti personali: riesce a raccogliere 25 milioni di dollari utilizzati per la salvaguardia di oceani, foreste, riserve naturali e specie in via di estinzione. Nel luglio 2016, la sua fondazione ha stanziato 15,6 milioni di dollari per aiutare a proteggere la fauna selvatica e i diritti dei nativi americani, insieme alla lotta ai cambiamenti climatici. Nel 2017, tramite la sua fondazione, ha donato un milione di dollari alle vittime dell'uragano Harvey. Nei primi mesi del 2019 si mobilita per sostenere la petizione lanciata da Change.org, per liberare undici orche e novanta beluga detenuti in piccole gabbie sovraffollate sulla costa orientale della Russia. Dopo sei mesi dalla denuncia, tutti gli animali furono liberati. Nel 2019 crea una fondazione ambientalista, la Earth Alliance, con cui nel mese di agosto dona cinque milioni di dollari per salvare la foresta amazzonica devastata da incendi. Per lo stesso scopo, l'attore ha deciso, insieme al collega Will Smith, di lanciare una linea di scarpe ecologiche in edizione limitata e di donare l'intero ricavato sempre alla Earth Alliance. Nel gennaio 2020, sempre grazie alla sua fondazione, dona tre milioni di dollari e lancia una raccolta fondi per gli incendi in Australia.
Nel 2018 una nuova specie di coleottero (Grouvellinus leonardodicaprioi) è stata dedicata a DiCaprio come riconoscimento per la sua attività di sensibilizzazione sulla perdita di biodiversità e sul cambiamento climatico.

## Filmografia

### Attore

#### Cinema
- Critters 3, regia di Kristine Peterson (1991)
- La mia peggiore amica (Poison Ivy), regia di Katt Shea (1992) - cameo
- Voglia di ricominciare (This Boy's Life), regia di Michael Caton-Jones (1993)
- Buon compleanno Mr. Grape (What's Eating Gilbert Grape), regia di Lasse Hallström (1993)
- Don's Plum, regia di R.D. Robb (1995)
- Pronti a morire (The Quick and the Dead), regia di Sam Raimi (1995)
- Ritorno dal nulla (The Basketball Diaries), regia di Scott Kalvert (1995)
- Poeti dall'inferno (Total Eclipse), regia di Agnieszka Holland (1995)
- Cento e una notte (Les cent et une nuits de Simon Cinéma), regia di Agnès Varda (1995) - cameo
- Romeo + Giulietta di William Shakespeare (William Shakespeare's Romeo + Juliet), regia di Baz Luhrmann (1996)
- La stanza di Marvin (Marvin's Room), regia di Jerry Zaks (1996)
- Titanic, regia di James Cameron (1997)
- La maschera di ferro (The Man in the Iron Mask), regia di Randall Wallace (1998)
- Celebrity, regia di Woody Allen (1998)
- The Beach, regia di Danny Boyle (2000)
- Gangs of New York, regia di Martin Scorsese (2002)
- Prova a prendermi (Catch Me If You Can), regia di Steven Spielberg (2002)
- The Aviator, regia di Martin Scorsese (2004)
- The Departed - Il bene e il male (The Departed), regia di Martin Scorsese (2006)
- Blood Diamond - Diamanti di sangue (Blood Diamond), regia di Edward Zwick (2006)
- Nessuna verità (Body of Lies), regia di Ridley Scott (2008)
- Revolutionary Road, regia di Sam Mendes (2008)
- Shutter Island, regia di Martin Scorsese (2010)
- Inception, regia di Christopher Nolan (2010)
- J. Edgar, regia di Clint Eastwood (2011)
- Django Unchained, regia di Quentin Tarantino (2012)
- Il grande Gatsby (The Great Gatsby), regia di Baz Luhrmann (2013)
- The Wolf of Wall Street, regia di Martin Scorsese (2013)
- Revenant - Redivivo (The Revenant), regia di Alejandro González Iñárritu (2015)
- C'era una volta a... Hollywood (Once Upon a Time in... Hollywood), regia di Quentin Tarantino (2019)
- Don't Look Up, regia di Adam McKay (2021)
- Killers of the Flower Moon, regia di Martin Scorsese (2023)
- Una battaglia dopo l'altra (One Battle After Another), regia di Paul Thomas Anderson (2025)

#### Televisione
- Lassie (The New Lassie) – serie TV, episodi 1x10, 1x22 (1989)
- Fra nonni e nipoti (Parenthood) – serie TV (1990-1991)
- Brillantina (The Outsiders) – serie TV, episodio 1x01 (1990)
- Santa Barbara – serie TV, 5 episodi (1990)
- Pappa e ciccia (Roseanne) – serie TV, episodio 2x16 (1991)
- Genitori in blue jeans (Growing Pains) – serie TV, 23 episodi (1991-1992)

### Produttore
- Gardener of Eden - Il giustiziere senza legge (Gardener of Eden), regia di Kevin Connolly (2007)
- The 11th Hour - L'undicesima ora, (The 11th Hour) regia di Nadia Conners e Leila Conners Petersen (2007)
- Greensburg – serie TV (2008)
- Orphan, regia di Jaume Collet-Serra (2009)
- Cappuccetto rosso sangue (Red Riding Hood), regia di Catherine Hardwicke (2011)
- Runner, Runner, regia di Brad Furman (2013)
- The Wolf of Wall Street, regia di Martin Scorsese (2013)
- Il fuoco della vendetta - Out of the Furnace (Out of the Furnace), regia di Scott Cooper (2013)
- Punto di non ritorno - Before the Flood (Before the Flood), regia di Fisher Stevens (2016)
- La legge della notte (Live by Night), regia di Ben Affleck (2016)
- Robin Hood - L'origine della leggenda (Robin Hood), regia di Otto Bathurst (2018)
- Ice on Fire, regia di Leila Conners (2019)
- And We Go Green, regia di Fisher Stevens (2019)
- Richard Jewell, regia di Clint Eastwood (2019)
- Sea of Shadows, regia di Richard Ladkani (2019)

### Produttore esecutivo
- The Aviator, regia di Martin Scorsese (2004)
- The Assassination (The Assassination of Richard Nixon), regia di Niels Mueller (2004)
- Le idi di marzo (The Ides of March), regia di George Clooney (2011)
- Virunga, regia di Orlando von Einsiedel (2014)
- Cowspiracy, regia di Kip Andersen e Keegan Kuhn (2015)
- Catching the Sun, regia di Shalini Kantayya (2015)
- The Ivory Game, regia di Kief Davidson e Richard Ladkani (2016)
- Kid 90, regia di Soleil Moon Frye (2021)
- The Loneliest Whale: The Search for 52, regia di Joshua Zeman (2021)
- Fin - La Mattanza degli Squali, regia di Eli Roth (2021)
- Killers of the Flower Moon, regia di Martin Scorsese (2023)

### Sceneggiatore
- The 11th Hour - L'undicesima ora, (The 11th Hour) regia di Nadia Conners e Leila Conners Petersen (2007)

### Narratore
- Il voto in poche parole (Whose Vote Counts, Explained) – documentario, un episodio (2020)

## Doppiatori italiani
Nelle versioni in italiano delle opere in cui ha recitato, Leonardo DiCaprio è stato doppiato da:
- Francesco Pezzulli in Genitori in blue jeans, Ritorno dal nulla (ridoppiaggio), Romeo + Giulietta di William Shakespeare, Titanic, Celebrity, The Beach, Gangs of New York, Prova a prendermi, The Aviator, The Departed - Il bene e il male, Blood Diamond - Diamanti di sangue, The 11th Hour - L'undicesima ora, Nessuna verità, Revolutionary Road, Shutter Island, Inception, J. Edgar, Django Unchained, Il grande Gatsby, The Wolf of Wall Street, Revenant - Redivivo, Punto di non ritorno - Before the Flood, Spielberg[83], C'era una volta a... Hollywood, Don't Look Up, Killers of the Flower Moon
- Fabrizio Manfredi in Pronti a morire, Ritorno dal nulla, La stanza di Marvin, La maschera di ferro
- Alessandro Tiberi in Buon compleanno Mr. Grape, Poeti dall'inferno
- Marco Bolognesi in Fra nonni e nipoti
- Corrado Conforti in Voglia di ricominciare

Come doppiatore DiCaprio è stato sostituito da:
- Francesco Pezzulli ne Il voto in poche parole